# Уле Гуннар Сульшер
У́ле Гу́ннар Су́льшер (норв. Ole Gunnar Solskjær, норвезька вимова:  [ˈuːlə ˈɡʉnːɑr ²suːlʂær] д·і; нар. 26 лютого 1973, Крістіансунн) — норвезький футболіст, нападник, відомий насамперед виступами за «Манчестер Юнайтед» та національну збірну Норвегії. Нині — тренер.

## Біографія

### Клубна кар'єра
Сульшер народився в маленькому норвезькому містечку Крістіансунн, де і почав свою професійну кар'єру футболіста в складі якого за чотири роки видав неймовірну статистику — у 109 іграх забив 115 голів. А в 1994 році Уле перейшов в один з найтитулованіших клубів Норвегії «Молде», в якому бомбардирські таланти форварда продовжили розвиватися: у 42 матчах — 31 гол і нагорода тому — довгостроковий контракт з «Манчестер Юнайтед», в якому Сульшер провів 11 років своєї кар'єри і там завершив кар'єру футболіста.

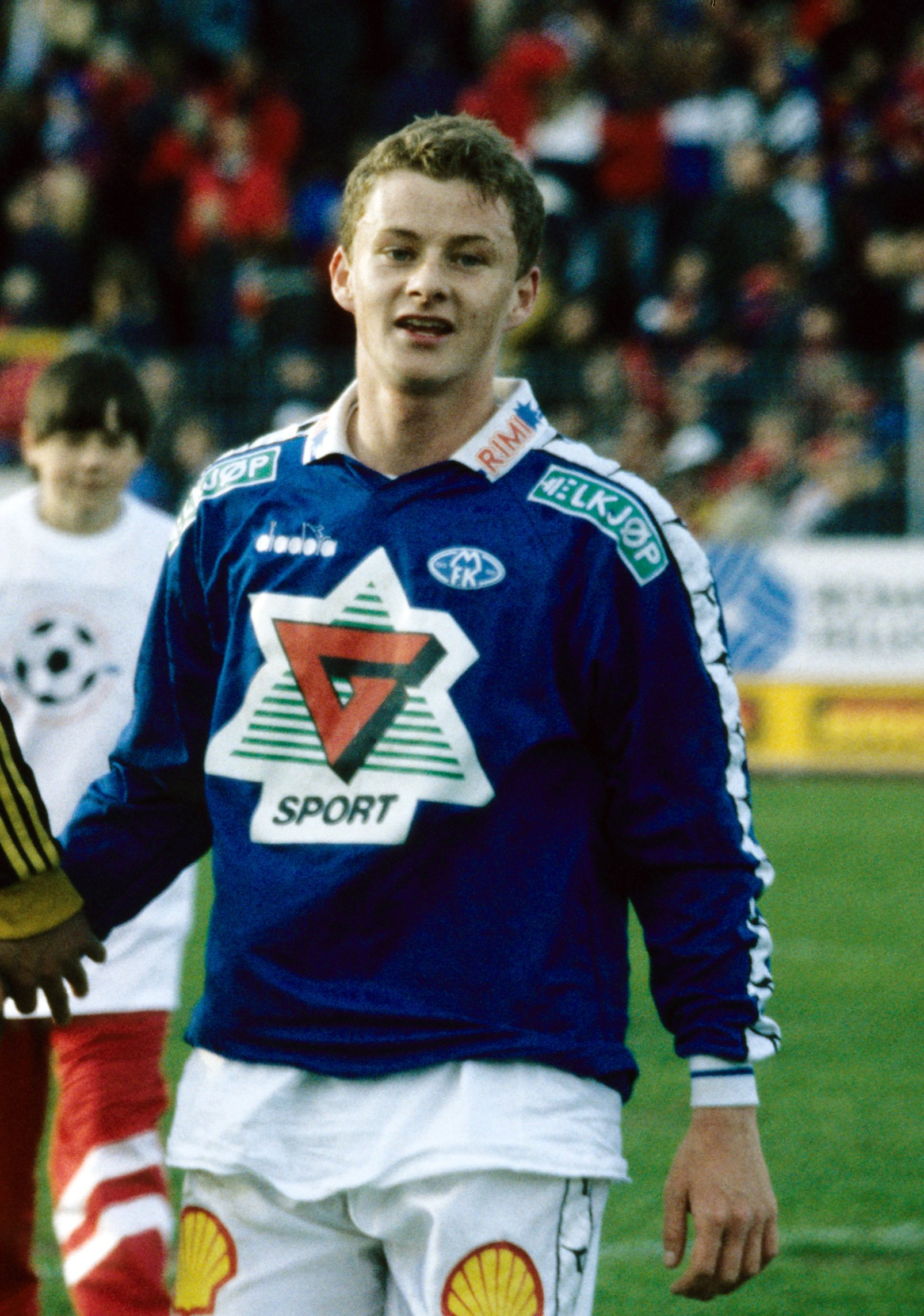
Сульшер у грі за «Молде». 16 травня 1996 року

У 1996 році у «Манчестер Юнайтед» зірвався трансфер з одним із найкращих тогочасних бомбардирів англійського футболу — Аланом Ширером. Альтернативою британцеві став Сульшер, якого через деякий час назвали «норвезьким Ширером». Фанати «червоних дияволів» не надто райдужно сприйняли покупку невідомого нападника і вимагали більш зіркового бомбардира.[джерело?] Але вже після дебютного матчу на «Олд Траффорд» Уле змусив англійських уболівальників переглянути ставлення до себе. У перший же сезон Сульшер забив 18 голів і склав чудовий дует форвардів з Еріком Кантона.
У наступні сезони ігровий час Сульшер скоротився, і, відповідно, знизилися його показники по забитим голам. Але норвежець розкрився і саме цим став незамінний у команді. Велич Сульшера полягала в його разючому умінні виходити на заміни і в найкоротший відрізок часу вирішувати результат зустрічі на користь своєї команди. За свою кар'єру в «Манчестер Юнайтед» Сульшер пережив багатьох конкурентів по амплуа: Тедді Шерінгема, Енді Коула, Дуайта Йорка, Руда ван Ністелроя. Алекс Фергюсон віддавав перевагу їм, а не норвежцю, але при цьому тренер завжди цінував Уле і не раз відмовляв його від відходу з команди.
Зоряним часом Сульшера став фінал Ліги чемпіонів 1999 року, в якому манкуніанці зустрілися з мюнхенською «Баварією». Протягом усіх 90 хвилин гри німці вели в рахунку, і в кінцівці вже були на сто відсотків упевнені в переможному результаті матчу. Однак на 91-й хвилині Тедді Шерінгем зрівняв рахунок, а на 93-й Сульшер, що тільки-но вийшов на заміну, приніс «Манчестеру» перемогу на «Камп Ноу». Після того фіналу Фергюсон в одному з інтерв'ю назвав норвежця «Королем замін».
У складі МЮ норвежець став шестиразовим чемпіоном Англії і виграв Лігу чемпіонів. За «Червоних дияволів» форвард провів 235 матчів, перетворившись на кумира уболівальників клубу. Всього ж Сульшер за свою кар'єру провів 386 матчів і забив 237 голів.
У вересні 2006 року Сульшер отримав важку травму і так і не зумів до кінця відновитися. На полі норвежець з'явився лише через рік і забив кілька голів за «Манчестер» в Лізі чемпіонів і Прем'єр-лізі. В одному з матчів англійського чемпіонату замінений Раян Гіггз передав капітанську пов'язку Сульшеру, що зарахувало норвежця до легенд клубу. Після закінчення сезону Уле оголосив про завершення кар'єри і 2 серпня 2008 року провів свій прощальний матч на «Олд Траффорд». Проте з «Манчестером» Сульшер не розлучився — Уле очолив резерв МЮ.

### Виступи за збірну
У складі збірної Норвегії Сульшер взяв участь в чемпіонаті світу 1998 і чемпіонаті Європи-2000. На мундіалі скандинави зуміли вийти в 1/8 фіналу, де поступилися збірній Італії, а на Євро-2000 збірна Норвегії не змогла подолати бар'єр групового етапу. І це попри те, що мешканці півночі здолали головних фаворитів турніру — збірну Іспанії. Всього ж за збірну форвард зіграв 67 матчів і забив 23 голи.

### Тренерська кар'єра
Пропрацювавши 2007 рік як тренер нападників МЮ, в 2008 році Сульшер став головним тренером резервного складу «Манчестер Юнайтед». У липні під його керівництвом команда виграла Ланкаширський кубок (вперше з 1969 року), перемігши у фіналі змагання «Ліверпуль» з рахунком 3:2. А у сезоні 2009/10 виграв з командою резервну Прем'єр-лігу.
9 листопада 2010 року Сульшер був призначений головним тренером клубу «Молде». 31 жовтня 2011 привів клуб до першої в історії перемогу в чемпіонаті Норвегії.
11 листопада 2012 року в матчі 29-го туру чемпіонату Норвегії «Молде» з рахунком 1:0 обіграв «Гонефосс», що дозволило команді Сульшера вдруге поспіль завоювати чемпіонський титул.
24 листопада 2013 року «Молде» під керівництвом Сульшера завойовує третій трофей, обігравши у фіналі кубка Норвегії «Русенборг». До 72-ї хвилини рахунок був 2:1 на користь «Русенборга», але за час, що залишився, підопічні Сульшера змогли забити три голи і, перемігши з рахунком 4:2, завоювати трофей.
2 січня 2014 року Уле Гуннар Сульшер був призначений головним тренером валлійського клубу «Кардіфф Сіті», що виступав у англійській Прем'єр-лізі. У першому матчі Сульшера «Кардіфф Сіті» в третьому раунді Кубку Англії обіграв «Ньюкасл Юнайтед» на «Сент-Джеймс Парк» з рахунком 1:2, що дозволило команді пройти в наступний раунд турніру. 18 вересня 2014 року був звільнений з поста головного тренера «Кардіфф Сіті» через погані результати команди.
21 жовтня 2015 року повернувся в «Молде», підписавши з клубом новий контракт строком на три з половиною роки.
19 грудня 2018 року був призначений виконувачем обов'язків головного тренера «Манчестер Юнайтед» до закінчення сезону 2018/19. 28 березня 2019 року, після 14 перемог у 19 матчах, уклав трирічний контракт, ставши тренером манчестерської команди на постійній основі.
21 листопада 2021 року, після поразки від «Уотфорда» з рахунком 4:1, «Манчестер Юнайтед» і Сульшер достроково розірвали контракт за згодою обох сторін.
18 січня 2025 року Уле Гуннар підписав однорічну угоду з турецьким клубом «Бешикташ».

## Статистика

### Клубна
| Клуб                | Сезон     | Ліга | Ліга  | Кубок | Кубок | Кубок ліги | Кубок ліги | Єврокубки | Єврокубки | Інше | Інше  | Всього | Всього |
| Клуб                | Сезон     | Ігор | Голів | Ігор  | Голів | Ігор       | Голів      | Ігор      | Голів     | Ігор | Голів | Ігор   | Голів  |
| ------------------- | --------- | ---- | ----- | ----- | ----- | ---------- | ---------- | --------- | --------- | ---- | ----- | ------ | ------ |
| «Клаусененген»      | 1990      |      |       |       |       | –          | –          |           |           |      |       |        |        |
| «Клаусененген»      | 1991      |      |       |       |       | –          | –          |           |           |      |       |        |        |
| «Клаусененген»      | 1992      |      |       |       |       | –          | –          |           |           |      |       |        |        |
| «Клаусененген»      | 1993      |      |       |       |       | –          | –          |           |           |      |       |        |        |
| «Клаусененген»      | 1994      | 47   | 31    |       |       | –          | –          |           |           |      |       |        |        |
| «Клаусененген»      | Всього    | 47   | 31    |       |       | –          | –          |           |           |      |       |        |        |
| «Молде»             | 1995      | 26   | 20    |       |       | –          | –          | 4         | 2         |      |       |        |        |
| «Молде»             | 1996      | 12   | 11    |       |       | –          | –          |           |           |      |       |        |        |
| «Молде»             | Всього    | 38   | 31    |       |       | –          | –          |           |           |      |       |        |        |
| «Манчестер Юнайтед» | 1996–97   | 33   | 18    | 3     | 0     | 0          | 0          | 10        | 1         | 0    | 0     | 46     | 19     |
| «Манчестер Юнайтед» | 1997–98   | 22   | 6     | 2     | 2     | 0          | 0          | 6         | 1         | 0    | 0     | 30     | 9      |
| «Манчестер Юнайтед» | 1998–99   | 19   | 12    | 8     | 1     | 3          | 3          | 6         | 2         | 1    | 0     | 37     | 18     |
| «Манчестер Юнайтед» | 1999–2000 | 28   | 12    | –     | –     | 1          | 0          | 11        | 3         | 6    | 0     | 46     | 15     |
| «Манчестер Юнайтед» | 2000–01   | 31   | 10    | 2     | 1     | 2          | 2          | 11        | 0         | 1    | 0     | 47     | 13     |
| «Манчестер Юнайтед» | 2001–02   | 30   | 17    | 2     | 1     | 0          | 0          | 15        | 7         | 0    | 0     | 47     | 25     |
| «Манчестер Юнайтед» | 2002–03   | 37   | 9     | 2     | 1     | 4          | 1          | 14        | 4         | 0    | 0     | 57     | 15     |
| «Манчестер Юнайтед» | 2003–04   | 13   | 0     | 3     | 0     | 0          | 0          | 2         | 1         | 1    | 0     | 19     | 1      |
| «Манчестер Юнайтед» | 2004–05   | 0    | 0     | 0     | 0     | 0          | 0          | 0         | 0         | 0    | 0     | 0      | 0      |
| «Манчестер Юнайтед» | 2005–06   | 3    | 0     | 2     | 0     | 0          | 0          | 0         | 0         | 0    | 0     | 5      | 0      |
| «Манчестер Юнайтед» | 2006–07   | 19   | 7     | 6     | 2     | 1          | 1          | 6         | 1         | 0    | 0     | 32     | 11     |
| «Манчестер Юнайтед» | 2007–08   | 0    | 0     | 0     | 0     | 0          | 0          | 0         | 0         | 0    | 0     | 0      | 0      |
| «Манчестер Юнайтед» | Всього    | 235  | 91    | 30    | 8     | 11         | 7          | 81        | 20        | 9    | 0     | 366    | 126    |
| Загалом             | Загалом   | 320  | 153   | 30    | 8     | 11         | 7          | 81        | 20        | 9    | 0     | 451    | 188    |

### Збірна
| 1995   | 2  | 1  |
| 1996   | 6  | 3  |
| 1997   | 2  | 1  |
| 1998   | 9  | 3  |
| 1999   | 8  | 5  |
| 2000   | 10 | 1  |
| 2001   | 7  | 3  |
| 2002   | 9  | 2  |
| 2003   | 7  | 2  |
| 2004   | 2  | 0  |
| 2005   | 0  | 0  |
| 2006   | 4  | 2  |
| 2007   | 1  | 0  |
| Всього | 67 | 23 |

| Дата       | Місто             | Господарі            | Результат | Гості                | Турнір               | Голи | Примітки |
| ---------- | ----------------- | -------------------- | --------- | -------------------- | -------------------- | ---- | -------- |
| 26-11-1995 | Кінгстон (Ямайка) | Ямайка               | 1 – 1     | Норвегія             | товариський матч     | 1    |          |
| 29-11-1995 | Порт-оф-Спейн     | Тринідад і Тобаго    | 3 – 1     | Норвегія             | товариський матч     | -    |          |
| 27-3-1996  | Белфаст           | Північна Ірландія    | 0 – 2     | Норвегія             | товариський матч     | 1    |          |
| 24-4-1996  | Осло              | Норвегія             | 0 – 0     | Іспанія              | товариський матч     | -    |          |
| 2-6-1996   | Осло              | Норвегія             | 5 – 0     | Азербайджан          | товариський матч     | 2    |          |
| 1-9-1996   | Осло              | Норвегія             | 1 – 0     | Грузія               | товариський матч     | -    |          |
| 9-10-1996  | Осло              | Норвегія             | 3 – 0     | Угорщина             | Відбір до ЧС 1998    | -    |          |
| 10-11-1996 | Берн              | Швейцарія            | 0 – 1     | Норвегія             | Відбір до ЧС 1998    | -    |          |
| 29-3-1997  | Дубай (місто)     | ОАЕ                  | 1 – 4     | Норвегія             | товариський матч     | -    |          |
| 30-4-1997  | Осло              | Норвегія             | 1 – 1     | Фінляндія            | Відбір до ЧС 1998    | 1    |          |
| 25-3-1998  | Брюссель          | Бельгія              | 2 – 2     | Норвегія             | товариський матч     | 1    |          |
| 20-5-1998  | Осло              | Норвегія             | 5 – 2     | Мексика              | товариський матч     | -    |          |
| 27-5-1998  | Осло              | Норвегія             | 6 – 0     | Саудівська Аравія    | товариський матч     | 2    |          |
| 10-6-1998  | Монпельє          | Норвегія             | 2 – 1     | Марокко              | ЧС 1998 - 1-й етап   | -    |          |
| 23-6-1998  | Марсель           | Норвегія             | 2 – 1     | Бразилія             | ЧС 1998 - 1-й етап   | -    |          |
| 27-6-1998  | Марсель           | Норвегія             | 0 – 1     | Італія               | ЧС 1998 - 1/8 фіналу | -    |          |
| 19-8-1998  | Осло              | Норвегія             | 0 – 0     | Румунія              | товариський матч     | -    |          |
| 6-9-1998   | Осло              | Норвегія             | 1 – 3     | Латвія               | Відбір до ЧЄ 2000    | -    |          |
| 14-10-1998 | Осло              | Норвегія             | 2 – 2     | Албанія              | Відбір до ЧЄ 2000    | -    |          |
| 10-2-1999  | Піза              | Італія               | 0 – 0     | Норвегія             | товариський матч     | -    |          |
| 27-3-1999  | Афіни             | Греція               | 0 – 2     | Норвегія             | Відбір до ЧЄ 2000    | 2    |          |
| 28-4-1999  | Тбілісі           | Грузія               | 1 – 4     | Норвегія             | Відбір до ЧЄ 2000    | 1    |          |
| 18-8-1999  | Осло              | Норвегія             | 1 – 0     | Литва                | товариський матч     | -    |          |
| 4-9-1999   | Осло              | Норвегія             | 1 – 0     | Греція               | Відбір до ЧЄ 2000    | -    |          |
| 8-9-1999   | Осло              | Норвегія             | 4 – 0     | Словенія             | Відбір до ЧЄ 2000    | 1    |          |
| 9-10-1999  | Осло              | Норвегія             | 2 – 1     | Латвія               | Відбір до ЧЄ 2000    | 1    |          |
| 14-11-1999 | Осло              | Норвегія             | 0 – 1     | Німеччина            | товариський матч     | -    |          |
| 29-3-2000  | Лугано            | Швейцарія            | 2 – 2     | Норвегія             | товариський матч     | -    |          |
| 26-4-2000  | Осло              | Норвегія             | 0 – 2     | Бельгія              | товариський матч     | -    |          |
| 27-5-2000  | Осло              | Норвегія             | 2 – 0     | Словаччина           | товариський матч     | 1    |          |
| 3-6-2000   | Осло              | Норвегія             | 1 – 0     | Італія               | товариський матч     | -    |          |
| 13-6-2000  | Роттердам         | Іспанія              | 0 – 0     | Норвегія             | ЧЄ 2000 - 1-й етап   | -    |          |
| 18-6-2000  | Льєж              | Югославія            | 1 – 0     | Норвегія             | ЧЄ 2000 - 1-й етап   | -    |          |
| 21-6-2000  | Арнем             | Словенія             | 0 – 0     | Норвегія             | ЧЄ 2000 - 1-й етап   | -    |          |
| 2-9-2000   | Осло              | Норвегія             | 0 – 0     | Вірменія             | Відбір до ЧС 2002    | -    |          |
| 7-10-2000  | Кардіфф           | Уельс                | 1 – 1     | Норвегія             | Відбір до ЧС 2002    | -    |          |
| 11-10-2000 | Осло              | Норвегія             | 0 – 1     | Україна              | Відбір до ЧС 2002    | -    |          |
| 28-2-2001  | Белфаст           | Північна Ірландія    | 0 – 4     | Норвегія             | товариський матч     | -    |          |
| 24-3-2001  | Осло              | Норвегія             | 2 – 3     | Польща               | Відбір до ЧС 2002    | 1    |          |
| 28-3-2001  | Мінськ            | Білорусь             | 2 – 1     | Норвегія             | Відбір до ЧС 2002    | 1    |          |
| 25-4-2001  | Осло              | Норвегія             | 2 – 1     | Болгарія             | товариський матч     | -    | кап.     |
| 15-8-2001  | Осло              | Норвегія             | 1 – 1     | Туреччина            | товариський матч     | 1    |          |
| 1-9-2001   | Хожув             | Польща               | 3 – 0     | Норвегія             | Відбір до ЧС 2002    | -    |          |
| 5-9-2001   | Осло              | Норвегія             | 3 – 2     | Уельс                | Відбір до ЧС 2002    | -    |          |
| 13-2-2002  | Брюссель          | Бельгія              | 1 – 0     | Норвегія             | товариський матч     | -    |          |
| 17-4-2002  | Осло              | Норвегія             | 0 – 0     | Швеція               | товариський матч     | -    |          |
| 14-5-2002  | Осло              | Норвегія             | 3 – 0     | Японія               | товариський матч     | 1    |          |
| 22-5-2002  | Буде              | Норвегія             | 1 – 1     | Ісландія             | товариський матч     | 1    |          |
| 21-8-2002  | Осло              | Норвегія             | 0 – 1     | Нідерланди           | товариський матч     | -    |          |
| 7-9-2002   | Осло              | Норвегія             | 2 – 2     | Данія                | Відбір до ЧЄ 2004    | -    |          |
| 12-10-2002 | Бухарест          | Румунія              | 0 – 1     | Норвегія             | Відбір до ЧЄ 2004    | -    |          |
| 16-10-2002 | Осло              | Норвегія             | 2 – 0     | Боснія і Герцеговина | Відбір до ЧЄ 2004    | -    |          |
| 20-11-2002 | Відень            | Австрія              | 0 – 1     | Норвегія             | товариський матч     | -    | кап.     |
| 12-2-2003  | Іракліон          | Греція               | 1 – 0     | Норвегія             | товариський матч     | -    | кап.     |
| 2-4-2003   | Люксембург        | Люксембург           | 0 – 2     | Норвегія             | Відбір до ЧЄ 2004    | 1    |          |
| 22-5-2003  | Осло              | Норвегія             | 2 – 0     | Фінляндія            | товариський матч     | -    | кап.     |
| 7-6-2003   | Копенгаген        | Данія                | 0 – 1     | Норвегія             | Відбір до ЧЄ 2004    | -    | кап.     |
| 11-6-2003  | Осло              | Норвегія             | 1 – 1     | Румунія              | Відбір до ЧЄ 2004    | 1    |          |
| 20-8-2003  | Осло              | Норвегія             | 0 – 0     | Шотландія            | товариський матч     | -    |          |
| 6-9-2003   | Зениця            | Боснія і Герцеговина | 1 – 0     | Норвегія             | Відбір до ЧЄ 2004    | -    |          |
| 28-4-2004  | Осло              | Норвегія             | 3 – 2     | Росія                | товариський матч     | -    |          |
| 27-5-2004  | Осло              | Норвегія             | 0 – 0     | Уельс                | товариський матч     | -    |          |
| 16-8-2006  | Осло              | Норвегія             | 1 – 1     | Бразилія             | товариський матч     | -    |          |
| 2-9-2006   | Будапешт          | Угорщина             | 1 – 4     | Норвегія             | Відбір до ЧЄ 2008    | 2    |          |
| 6-9-2006   | Осло              | Норвегія             | 2 – 0     | Молдова              | Відбір до ЧЄ 2008    | -    |          |
| 7-10-2006  | Афіни             | Греція               | 1 – 0     | Норвегія             | Відбір до ЧЄ 2008    | -    |          |
| 7-2-2007   | Рієка             | Хорватія             | 2 – 1     | Норвегія             | товариський матч     | -    |          |
| Усього     |                   | Матчів               | 67        |                      | Голів (5 місце)      | 23   |          |

## Досягнення та нагороди

### Як гравця
- Чемпіон Англії: 1996-97, 1998-99, 1999–2000, 2000-01, 2002-03, 2006-07
- Володар Кубка Англії: 1998-99, 2003-04
- Володар Суперкубка Англії: 1996, 1997, 2003, 2007
- Володар Кубка Футбольної ліги: 2005-06
- Володар Міжконтинентального кубка: 1999
- Переможець Ліги чемпіонів: 1999

### Як тренера
- Чемпіон Норвегії: 2011, 2012
- Володар Кубка Норвегії: 2013